# 플라빈 모노뉴클레오타이드
플라빈 모노뉴클레오타이드(영어: flavin mononucleotide, FMN) 또는 리보플라빈 5′-인산(영어: riboflavin 5′-phosphate)은 리보플라빈 키네이스에 의해 리보플라빈(비타민 B2)로부터 생성되는 생체분자이며, NADH 탈수소효소를 포함한 다양한 산화환원효소들의 보결분자단으로 작용할 뿐만 아니라 생물학적 청색광 수용체의 보조 인자로도 작용한다. 촉매 과정이 일어나는 동안 산화형(FMN), 세미퀴논(FMNH•), 환원형(FMNH2)들 간에 가역적인 상호전환이 다양한 산화환원효소에서 일어난다. FMN은 NAD보다 더 강력한 산화제이며, 1개 또는 2개의 전자를 운반할 수 있기 때문에 특히 유용하다.
세포와 조직에서는 리보플라빈이 주된 형태로 발견된다. FMN은 생성되는데 더 많은 에너지가 요구되지만, 리보플라빈보다 용해성이 더 크다.

## 식품 첨가물
플라빈 모노뉴클레오타이드는 유럽에서 E 번호 E101a로 지정된 오렌지-레드색의 식품 첨가 색소로도 사용된다.
매우 밀접하게 관련된 식품 첨가 색소인 E106은 주로 리보플라빈의 5′-일인산 에스터(에스테르)의 나트륨 염으로 구성된 리보플라빈 5′-인산 나트륨인데 섭취 후 빠르게 리보플라빈이 유리된다. E106은 아기와 어린이들을 위한 식품들 뿐만 아니라 잼, 유제품, 과자 등 많은 식품들에서 발견된다.

## 구조
플라민 모노뉴클레오타이드는 아이소알록사진 고리와 인산기를 포함하는 구조를 갖고 있다.
FMN의 공-막대 모형
- FMN

## 같이 보기
- 플라빈 아데닌 다이뉴클레오타이드